# Torymoides eltonicus
Torymoides eltonicus är en stekelart som först beskrevs av Zerova och Seregina 1993.  Torymoides eltonicus ingår i släktet Torymoides och familjen gallglanssteklar. Inga underarter finns listade i Catalogue of Life.